# Bunny Williams
Pour les articles homonymes, voir Williams.
 (octobre 2024).
 (octobre 2024).
La mise en forme du texte ne suit pas les recommandations de Wikipédia : il faut le « wikifier ».
Les points d'amélioration suivants sont les cas les plus fréquents :
- Les titres sont pré-formatés par le logiciel. Ils ne sont ni en capitales, ni en gras.
- Le texte ne doit pas être écrit en capitales (les noms de famille non plus), ni en gras, ni en italique, ni en « petit »…
- Le gras n'est utilisé que pour surligner le titre de l'article dans l'introduction, une seule fois.
- L'italique est rarement utilisé : mots en langue étrangère, titres d'œuvres, noms de bateaux, etc.
- Les citations ne sont pas en italique mais en corps de texte normal. Elles sont entourées par des guillemets français : « et ».
- Les listes à puces sont à éviter, des paragraphes rédigés étant largement préférés. Les tableaux sont à réserver à la présentation de données structurées (résultats, etc.).
- Les appels de note de bas de page (petits chiffres en exposant, introduits par l'outil «  Source ») sont à placer entre la fin de phrase et le point final[comme ça].
- Les liens internes (vers d'autres articles de Wikipédia) sont à choisir avec parcimonie. Créez des liens vers des articles approfondissant le sujet. Les termes génériques sans rapport avec le sujet sont à éviter, ainsi que les répétitions de liens vers un même terme.
- Les liens externes sont à placer uniquement dans une section « Liens externes », à la fin de l'article. Ces liens sont à choisir avec parcimonie suivant les règles définies. Si un lien sert de source à l'article, son insertion dans le texte est à faire par les notes de bas de page.
- La présentation des références doit suivre les conventions bibliographiques. Il est recommandé d'utiliser les modèles {{Ouvrage}}, {{Chapitre}}, {{Article}}, {{Lien web}} et/ou {{Bibliographie}}. Le mode d'édition visuel peut mettre en forme automatiquement les références.
- Insérer une infobox (cadre d'informations à droite) n'est pas obligatoire pour parachever la mise en page.

Pour une aide détaillée, merci de consulter Aide:Wikification.
Si vous pensez que ces points ont été résolus, vous pouvez retirer ce bandeau et améliorer la mise en forme d'un autre article.
 (novembre 2024).
Bunny Williams est une designer d'intérieur américaine.

## Biographie
Bunny Williams est née et a grandi près de Charlottesville, en Virginie. Elle a développé un intérêt pour le design d'intérieur dès son adolescence, notamment après avoir visité le Greenbrier Resort, décoré par Dorothy Draper. Soutenue par ses parents, elle a étudié le design d'intérieur au Garland Junior College à Boston. Par la suite, elle a déménagé à New York où elle a commencé sa carrière chez Stair & Co., une galerie d'antiquités, avant de rejoindre Parish-Hadley Associates.
Après une carrière de 22 ans chez Parish-Hadley, elle a fondé sa propre entreprise, Bunny Williams Inc., en 1988. Cette société comprend également Williams Lawrence et Bunny Williams Home, et est connue pour son approche alliant esthétique et fonctionnalité. Williams a également publié plusieurs ouvrages sur le design d'intérieur et participe régulièrement à des conférences sur le sujet.

## Enfance
Bunny Williams est née et a grandi à Charlottesville, en Virginie. Elle dit avoir vécu pendant son enfance dans un milieu campagnard, où elle a grandi entourée d'animaux (chiens, chevaux, poules) et d'une grande famille, car ses cousins habitaient près d'elle également. Elle déclare avoir beaucoup ri, que ses cousins étaient très drôles, toute sa famille chaleureuse et extravertie, sachant comment vivre.

## Style et carrière
À l'âge de 20 ans, Williams travaillait dans une galerie d'antiquités chez la compagnie Stair & Co,. Par la suite, elle a été secrétaire d'Albert Hadley à Parish-Hadley ou elle a appris des compétences qui vont lui servir dans la prochaine étape de sa vie. À l'âge de 44 ans (en 1988), Bunny décide de travailler à son compte et ouvre sa propre entreprise nommé Bunny Williams Inc.
Ses projets couvrent un large éventail de styles et de lieux, notamment des domaines de campagne, des appartements urbains et des résidences côtières. Son style se distingue par une attention aux détails et un mélange harmonieux de touches classiques, historiques et contemporaines. En 2003, elle a pris Elizabeth Lawrence comme stagiaire, qui est devenue sa partenaire d'affaires après quatorze ans. Ensemble, elles continuent de créer des intérieurs élégants et accueillants, souvent marqués par des couleurs audacieuses, comme le hall bleu électrique de la résidence new-yorkaise de Williams.
Williams est également connue pour ses projets distinctifs, comme un appartement à New York avec des colonnes torsadées de style baroque et un sol géométrique moderniste, ainsi qu'une résidence à Palm Beach avec des murs rose cerisier et des œuvres d'art contemporaines. Sa société, qui inclut également Williams Lawrence et Bunny Williams Home, se concentre sur des designs qui allient luxe, confort et praticité.
En 1991, Bunny Williams et John Rosselli ouvre la boutique Treillage à Manhattan, un magasin riche de décorations de jardin et d'ameublement antiques. La boutique est inspirée, à chaque saison, par plusieurs différents coins du monde. Cette place est parfaite pour les designers de maison. Par exemple, il est possible d'y trouver des vignettes, des inventions unique pour le jardin et tout le nécessaire de tables pour des occasions réussi. Les couleurs sont classiques mais attirantes, les textures et les motifs se superposent pour créer un ensemble charmant. Après 25 ans, la boutique ferme ses portes pour des raisons urbaines.
Afin de partager ses expériences, notamment lié au design d'intérieur, elle écrit de nombreux livres dont "An affair with a house" (2005) qui est l'un de ses livres avec le plus de succès. Dans cet ouvrage, elle raconte la restauration et la transformation d'une maison du XVIIIe siècle que Williams et son mari, l'antiquaire John Rosselli, ont rénovée au fil des années.Ce qui a contribué à son succès est l'alliance de photographies élégantes, d'histoires personnelles, et de conseils pratiques sur la décoration intérieure et l'aménagement du jardin,.
Les lecteurs sont sensibles à l'approche intime de Williams, qui partage son processus créatif et la vie quotidienne dans cette maison restaurée avec soin. Le livre est apprécié pour son approche détaillée de la création d'une maison chaleureuse et accueillante, avec des conseils sur l'aménagement des espaces, la décoration, et même la gestion des espaces fonctionnels tels que la cuisine et les placards.

## Prix et événements
Bunny Williams a reçu plusieurs distinctions au cours de sa carrière. En 1995, elle a été récompensée au Hall of Fame du magazine Interior Design. Elle figure également sur la liste Giants of Design de House Beautiful depuis 2006, ainsi que sur la liste A-List de Elle Decor. En 2020, elle a été honorée par la New York School of Interior Design. De plus, Bunny Williams a été régulièrement incluse dans la liste  AD100, qui répertorie les meilleurs designers au monde.
Depuis 2012, Bunny Williams occupe le poste de présidente du Kips Show House, un événement annuel majeur dans le domaine de la décoration d'intérieur.